# Aphonopelma sullivani
Aphonopelma sullivani là một loài nhện trong họ Theraphosidae.
Loài này thuộc chi Aphonopelma. Aphonopelma sullivani được miêu tả năm 1995 bởi Smith.